# Pisică de mare comună
Pisica de mare comună (Dasyatis pastinaca, denumirea mai veche Trygon pastinaca) este o specie de pește cartilaginos marin bentonic, din Oceanul Atlantic, Marea Mediterană și Marea Neagră, cu scheletul cartilaginos, lung de 60–100 cm, cu corpul romboidal turtit dorsoventral, lipsit de solzi, și cu coada, în formă de bici, terminată cu 1-2 spini lungi, ascuțiți și veninoși.

## Descriere
Are corpul în formă de romb, comprimat dorsoventral. Lungimea obișnuită 60–100 cm, putând atinge 2 m și o greutate de 6–16 kg.
Coada lungă și îngustă ca un bici. 1-2 spini dințați pe margine, care sunt înotătoare dorsalele transformate, sunt așezați în prelungirea cozii în prima ei jumătate și sunt foarte veninoși, lucru de care pescarii se tem mult, tăind-o imediat ce au prins peștele.
Înotătoarea caudala lipsește. Înotătoarele pectoralele sunt concrescute înaintea ochiului.
Gura este dispusă inferior și are dinți. Capul nu este separat de corp. Marginea corpului ocupată de înotătoarele pectorale și ventrale. Pielea netedă, lipsită de solzi.

## Colorit
Pisica de mare variază în nuante cenușie-neagră sau verde-măslinie pe spate. Burta albicioasă.

## Răspândire și ecologie
Oceanul Atlantic, Marea Nordului, Marea Mediterană, Marea Neagră și Marea Azov. În România pe litoralul mării.
Specie bentonică. Trăiește în regiunea țărmului cu apă mai caldă, pe fundurile nisipoase. În România se apropie de litoral când apa ajunge 12 °C, cautându-și loc pe fundurile nisipoase, retrăgându-se către adânc, când apa se răcește.

## Hrana
Se hrănește cu pești mici, moluște și crustacee.

## Reproducere
Este ovovivipară. Ouăle pisicii de mare în număr de 4-10 se dezvoltă în uter, embrionii fiind hrăniți cu un lapte uterin. La naștere puii măsoară 30–33 cm lungime. O femelă depune 4-10 pui.

## Importanța economică
Are valoare economică redusă. Carnea nu este comestibilă. Ficatul reprezintă la femelă 23% și la mascul 11,15% din greutatea corpului și conține grăsimi în proporție de 52-70%. Din el se extrage un ulei medicinal de calitate, bogat în vitamine (mai ales vitamina D) cu proprietăți antirahitice. În România se pescuiește din luna mai până la finele lui septembrie.